# Ерофеев, Владимир Яковлевич
Влади́мир Я́ковлевич Ерофе́ев (1909—1986) — советский дипломат. Чрезвычайный и полномочный посол.

## Биография
Член ВКП(б). На дипломатической работе с 1939 года.
- В 1935—1938 годах — студент Московского станкоинструментального института.
- В 1939 году — заместитель заведующего Консульским отделом НКИД СССР.
- В 1939—1940 годах — заведующий Консульским отделом НКИД СССР.
- В 1940—1942 годах — советник посольства СССР в Турции.
- В 1942—1948 годах — заместитель заведующего II Европейским отделом НКИД (с 1946 — МИД) СССР.
- В 1948—1949 годах — заведующий отделом Латиноамериканских стран МИД СССР.
- В 1949—1952 годах — советник посольства СССР в Великобритании.
- С 17 мая 1952 по 27 октября 1953 года — чрезвычайный и полномочный посланник СССР в Уругвае (в должность не вступил)[1].
- В 1952—1954 годах — советник МИД СССР.
- В 1954—1955 годах — советник-посланник посольства СССР во Франции.
- В 1955—1958 годах — заведующий II Европейским отделом МИД СССР.
- В 1958—1959 годах — заведующий отделом стран Ближнего Востока МИД СССР.
- С 6 августа 1959 по 16 июня 1965 года — чрезвычайный и полномочный посол СССР в Объединённой Арабской Республике[2].
- С 14 августа 1959 по 18 июля 1962 года — чрезвычайный и полномочный посланник СССР в Йеменской Арабской Республике по совместительству[3],
- В 1965—1968 годах — на ответственной работе в центральном аппарате МИД СССР,
- С 3 января 1968 по 29 января 1977 года — чрезвычайный и полномочный посол СССР в Иране[4].
- В 1977—1982 годах — заведующий отделом по культурным связям с зарубежными странами МИД СССР.

С 1982 года — в отставке.
Похоронен на 10 уч. Кунцевского кладбища.

## Награды
- орден Трудового Красного Знамени (5 ноября 1945; 12 мая 1964)